# Joslyn James
Joslyn James (Adirondack, Nueva York; 22 de noviembre de 1977) es una actriz pornográfica y modelo erótica estadounidense.

## Biografía
Joslyn James, nombre artístico de Veronica Siwik-Daniels, nació en noviembre de 1977 en la localidad montañosa de Adirondack, en el estado de Nueva York, en el seno de una familia de ascendencia judía, polaca y ucraniana. Tras tener algunos trabajos como dependienta y camarera, acudió a la universidad, donde comenzó a realizar sus primeras sesiones como modelo erótica, participando en revistas como Hustler, Playboy, VH1, Celebrity Cheaters, Vanity Fair o Allure Magazine.
En 2005 salía con el actor y productor pornográfico Jon Jon, quien animó a Joslyn a entrar en la industria pornográfica. No sería hasta dos años más tarde, hasta 2007, cuando debutó como actriz a los 30 años de edad. Al igual que otras tantas actrices que comenzaron con más de treinta años en la industria, por su físico, edad y atributos fue etiquetada como una actriz MILF.
Como actriz, ha grabado películas para productoras como Vivid, 3rd Degree, New Sensations, Evil Angel, Hustler, Brazzers, Mofos, Bangbros, Vouyer Media, Lethal Hardcore, Jules Jordan Video, Reality Kings o Naughty America.
En 2011 recibió su primera nominación en los premios Premios AVN en la categoría de Mejor escena POV de sexo por la película The 11th Hole. Dos años más tarde, en 2013, recibió otra nominación en los Premios XBIZ a Mejor escena de sexo en película lésbica por Against Her Will, junto a Josi Valentine, Odette Delacroix, Missy Martinez y Jessica Bangkok.
Ha aparecido en más de 340 películas como actriz.
Algunas películas destacadas de su filmografía son 3 Mistresses, Anal Motherfucker, Big Boob Chicks 6, Busty Lesbians, Cougar Prowl, DP Me Please, Fuck My Ass Mandingo, Horny Housewife Hookers 2, Lex Steele XXX 9, M.I.A, Nooners, Stacked and Nasty Nurses o Tiger Tamer.

## Polémica con Tiger Woods
Entre finales de 2009 y comienzos de 2010, varios medios sensacionalistas informaron de que la actriz mantenía una aventura amorosa desde 2006 con el golfista profesional Tiger Woods. No fue la primera aventura extramatrimonial del deportista, a quien se le relacionó con las bailarinas eróticas Michelle McGee y Mindy Lawton y la actriz pornográfica Holly Sampson. En rueda de prensa, y presencia de su abogada, Gloria Allred, Joslyn comunicó que había estado embarazada de Tiger Woods hasta en dos ocasiones y mostró más de un centenar de mensajes telefónicos que intercambió con Wood.

## Premios y nominaciones
| Año  | Ceremonia    | Resultado | Premio                                   | Trabajo          |
| ---- | ------------ | --------- | ---------------------------------------- | ---------------- |
| 2011 | Premios AVN  | Nominada  | Mejor escena POV de sexo                 | The 11th Hole    |
| 2013 | Premios XBIZ | Nominada  | Mejor escena de sexo en película lésbica | Against Her Will |
| 2015 | Premios AVN  | Nominada  | Premio fan: MILF más caliente            | —                |